# 20e cérémonie des Razzie Awards
La 20e cérémonie des Razzie Awards a eu lieu le 25 mars 2000 à l'hôtel Sheraton de Santa Monica (Californie) pour distinguer les pires productions de l'industrie cinématographique durant l'année 1999.
En plus des récompenses habituelles, quatre autres récompenses sont décernées cette année-là :
- pire acteur du siècle ;
- pire actrice du siècle ;
- pire film de la décennie ;
- pire nouvelle vedette de la décennie.

## Palmarès
Les lauréats de chaque catégorie sont en premier et en gras dans chaque section.

### Pire film
Wild Wild West de Barry Sonnenfeld, avec Will Smith et Kevin Kline
- Big Daddy, de Dennis Dugan, avec Adam Sandler
- Le Projet Blair Witch de Daniel Myrick et Eduardo Sánchez
- Hantise de Jan de Bont, avec Lili Taylor, Liam Neeson et Catherine Zeta-Jones
- Star Wars, épisode I : La Menace fantôme de George Lucas, avec Liam Neeson, Ewan McGregor, Natalie Portman et Jake Lloyd

### Pire acteur
- Adam Sandler dans Big Daddy
  - Kevin Costner dans Pour l'amour du jeu et Une bouteille à la mer
  - Kevin Kline dans Wild Wild West
  - Arnold Schwarzenegger dans La Fin des temps
  - Robin Williams pour le rôle de Andrew Martin dans L'Homme bicentenaire (Bicentennial Man)
  - Robin Williams pour le rôle de Jakobdans Jakob le menteur (Jakob the Liar)

### Pire actrice
Heather Donahue dans Le Projet Blair Witch
- Melanie Griffith dans La Tête dans le carton à chapeaux
- Milla Jovovich dans Jeanne d'Arc
- Sharon Stone dans Gloria
- Catherine Zeta-Jones dans Haute Voltige et Hantise

### Pire second rôle masculin
Ahmed Best pour la voix de Jar Jar Binks dans Star Wars, épisode I : La Menace fantôme
- Kenneth Branagh dans Wild Wild West
- Gabriel Byrne dans La Fin des temps et Stigmata
- Jake Lloyd dans Star Wars, épisode I : La Menace fantôme
- Rob Schneider dans Big Daddy

### Pire second rôle féminin
Denise Richards dans Le monde ne suffit pas
- Sofia Coppola dans Star Wars, épisode I : La Menace fantôme
- Salma Hayek dans Dogma et Wild Wild West
- Kevin Kline dans Wild Wild West (lorsqu'il se déguise en prostituée)
- Juliette Lewis dans L'Autre Sœur

### Pire couple à l'écran
Kevin Kline et Will Smith dans Wild Wild West
- Pierce Brosnan et Denise Richards dans Le monde ne suffit pas
- Sean Connery et Catherine Zeta-Jones dans Haute Voltige
- Jake Lloyd et Natalie Portman dans Star Wars, épisode I : La Menace fantôme
- Lili Taylor et Catherine Zeta-Jones dans Hantise

### Pire réalisateur
Barry Sonnenfeld pour Wild Wild West
- Jan de Bont pour Hantise
- Dennis Dugan pour Big Daddy
- Peter Hyams pour La Fin des temps
- George Lucas pour Star Wars, épisode I : La Menace fantôme

### Pire scénario
Wild Wild West par Jim Thomas, John Thomas, S. S. Wilson, Brent Maddock, Jeffrey Price et Peter S. Seaman
- Big Daddy par Steve Franks (en) et Tim Herlihy (en) & Adam Sandler
- Hantise par David Self
- Mod Squad par Stephen Kay & Scott Silver et Kate Lanier
- Star Wars, épisode I : La Menace fantôme par George Lucas

### Pire chanson originale
Wild Wild West du film Wild Wild West, paroles et musique de Stevie Wonder, Kool Moe Dee et Will Smith

### Pire acteur du siècle
Sylvester Stallone pour 99,5 % de tout ce qu'il a fait
- Kevin Costner pour Postman, Robin des Bois, prince des voleurs, Waterworld, Wyatt Earp, etc.
- Prince pour Graffiti Bridge, Under the Cherry Moon, etc.
- William Shatner pour Star Trek 2 : La Colère de Khan, Star Trek 3 : À la recherche de Spock, Star Trek 4 : Retour sur Terre, Star Trek 5 : L'Ultime Frontière, Star Trek 6 : Terre inconnue et Star Trek : Générations
- Pauly Shore pour Bio-Dome, Jury Duty, California Man, etc.

### Pire actrice du siècle
Madonna pour Body, Shanghai Surprise, Who's That Girl, etc.
- Elizabeth Berkley pour Showgirls
- Bo Derek pour Bolero, Amour fantôme, Tarzan, l'homme singe, etc.
- Brooke Shields pour Le Lagon bleu, Un amour infini, Sahara, Cannonball 3, etc.
- Pia Zadora pour Attack of the Rock'n'roll Aliens, Butterfly, Fake Out, Lady Revanche, etc.

### Pire film de la décennie
Showgirls7 victoires aux Razzie Awards 1996
- An Alan Smithee Film : 5 victoires aux Razzie Awards 1999
- Hudson Hawk, gentleman et cambrioleur : 3 victoires aux Razzie Awards 1992
- Postman : 5 victoires aux Razzie Awards 1998
- Striptease d'Andrew Bergman : 6 victoires aux Razzie Awards 1997

### Pire révélation de la décennie
Pauly Shore pour Bio-Dome, Jury Duty, California Man, etc.
- Elizabeth Berkley pour Showgirls
- Jar Jar Binks (voix d'Ahmed Best) pour Star Wars, épisode I : La Menace fantôme
- Sofia Coppola pour Le Parrain 3, Star Wars, épisode I : La Menace fantôme
- Dennis Rodman pour Double Team, Simon Sez